# Margaret Ball
Pour les articles homonymes, voir Ball.
Margaret Ball (1515-1584) est une membre éminente de la société irlandaise du XVIe siècle qui, bien qu'étant la veuve du lord-maire de Dublin, est arrêtée pour son adhésion à la foi catholique et meurt de privation dans les cachots du château de Dublin. Elle est déclarée martyre de la foi par l'Église catholique et béatifiée en 1992, faisant partie d'un groupe de 17 martyrs catholiques irlandais (en)   .

## Jeunesse
Elle est née Margaret Bermingham à Corballis, un townland qui fait maintenant partie du village de Skryne dans le comté de Meath, où son père, Nicholas, achète une ferme quand il émigre d'Angleterre. La famille devient plus tard active politiquement ; son frère, William Bermingham, proteste à Londres contre le comte Thomas Radclyffe quand il impose la réforme protestante au nom du roi Édouard VI. À l'âge de 16 ans, Margaret Bermingham épouse Bartholomew Ball, un conseiller municipal de la ville de Dublin, dont la riche famille exploite le pont sur la rivière Dodder, toujours connu sous le nom de Ballsbridge. Elle déménage ensuite en ville, le couple vit à Ballygall House dans le nord du comté de Dublin et dans une maison de ville sur Merchant's Quay. Ils ont dix enfants, mais seuls cinq atteignent l'âge adulte. Bartholomew Ball est élu maire de Dublin en 1553, faisant de Margaret la dame-maire de la ville. Elle a une vie confortable avec une grande maison et de nombreux serviteurs et elle est reconnue pour l'organisation de cours pour les enfants des familles locales dans sa maison.

## Arrestation et mort
En 1558, la reine Élisabeth Ire renverse la politique de sa sœur la reine Marie et impose son règlement religieux à ses royaumes. En 1570, la papauté répond avec la bulle papale Regnans in Excelsis, qui déclaré Élisabeth comme une usurpatrice illégitime. Pendant cette période de persécution religieuse, il est connu que Ball fournit des « maisons sûres » à tous les évêques ou prêtres qui pourraient passer par Dublin.
Le fils aîné de Margaret Ball, Walter, qui souhaite suivre les traces de son père et faire avancer sa carrière politique, embrasse la « nouvelle religion ». Il est nommé commissaire aux causes ecclésiastiques en 1577. Margaret est déçue par le changement de foi de son fils et essaye de lui faire changer d'avis. Un jour, elle lui dit qu'elle a un « ami spécial » à rencontrer. Walter arrive tôt avec une compagnie de soldats et découvre que « l'ami spécial » est Dermot O'Hurley, archevêque de Cashel. Il célébrait la messe avec la famille.
Immédiatement après son installation en tant que maire de Dublin en 1580, Walter fait arrêter sa mère et son aumônier personnel et les fait emmener dans les cachots du château de Dublin. En raison de son âge avancé et de son arthrite sévère, elle y est transportée sur une palette en bois.
Lorsque la famille proteste, Walter déclare que sa mère aurait dû être exécutée, mais il l'a épargnée. Elle serait autorisée à être libérée si elle « prête serment », qui fait probablement référence au serment de suprématie. Son deuxième fils, Nicholas, qui la soutient, est élu maire de Dublin en 1582. Cependant, Walter est toujours commissaire aux causes ecclésiastiques, ce qui est une nomination royale. Il surclasse Nicholas et l'empêche d'obtenir la libération de leur mère de prison. Nicholas lui rend visite quotidiennement, lui apportant de la nourriture, des vêtements et des bougies.
Ball meurt en 1584 à l'âge de soixante-neuf ans, âge avancé à l'époque. Elle souffre d'arthrite et vit pendant trois ans dans le donjon froid et humide du château de Dublin sans lumière naturelle. À sa mort, elle est enterrée au cimetière de l'église St. Audoen de Dublin. Même si elle aurait pu modifier son testament, elle a tout de même légué sa propriété à Walter à sa mort.

## Vénération

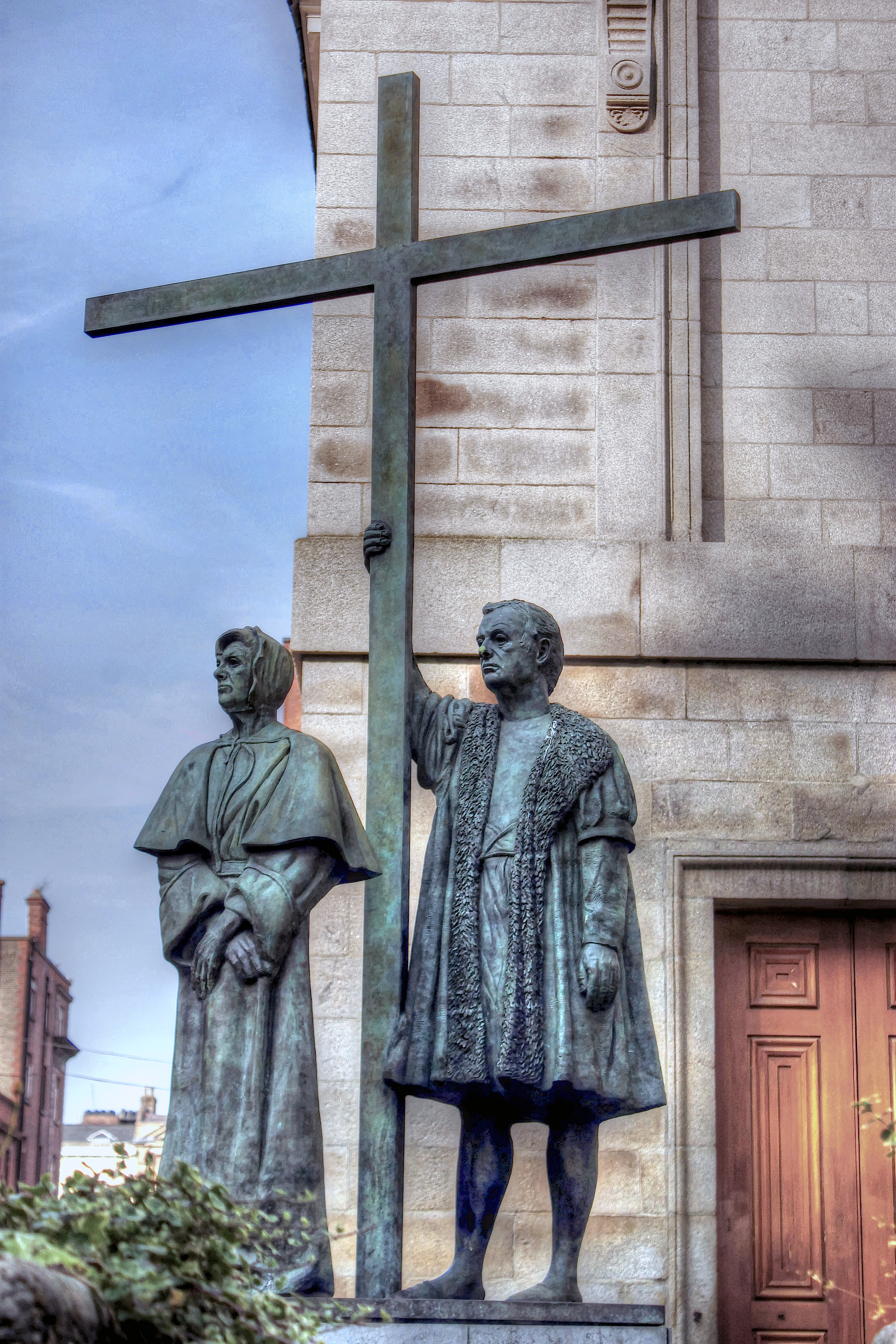
Sculpture les Martyrs de Dublin, le maire Francis Taylor et sa grand-mère, la maire Margaret Ball.

Ball est restée dans le donjon alors qu'elle aurait pu revenir à une vie de confort à tout moment en « prêtant serment ». Deux générations plus tard, ce schéma se répète avec Francis Taylor, maire de Dublin (1595-1596) et marié à Gennet Shelton, petite-fille de Ball. Il est condamné aux cachots après avoir dénoncé des fraudes aux élections parlementaires à la Chambre des communes irlandaise. Il refuse également de « prêter serment » et meurt au château de Dublin en 1621.
Ball et Taylor ne se connaissait pas, mais ils ont été béatifiés ensemble, avec Dermot O'Hurley, et 11 autres martyrs catholiques, le 27 septembre 1992 par le pape Jean-Paul II qui les a décrits comme des « témoins fidèles qui sont restés inébranlables dans leur allégeance au Christ et à son Église jusqu'à l'extrême difficulté et au sacrifice final de leur vie ».

## Héritage
La chapelle de la bienheureuse Marguerite Ball à Santry lui est dédiée.
Avec St. Columbanus et St. Mary MacKillop RSJ, elle est nommée sainte patronne du 50e Congrès eucharistique international tenu en Irlande en juin 2012.